# Я не я
«Я не я» — российский комедийно-гротескный многосерийный фильм Андрея Красавина. Снят в 2008 году по одноимённой повести Алексея Слаповского 1994 года. На экранах с 2010 года. Состоит из четырёх серий.

## Сюжет
Действие фильма начинается в Москве. У Сергея Неделина (Максим Лагашкин) вполне обычная жизнь: семья, работа, двое детей. Но он имеет одну странность: считает, что все вокруг — от прохожих до его собственного маленького сына — знают, чего хотят, знают своё место в жизни, а он — нет, и поэтому им завидует. Часто по вечерам он ходит по улицам, разглядывает людей и размышляет на подобные темы, в частности, заходит в один ресторан и стоит у входа.
В один такой вечер одновременно с ним заходит в ресторан Виктор Запальцев (Владислав Галкин) — молодой успешный полукриминальный бизнесмен. Он просит у Сергея закурить, на что тот отвечает, что не пьёт и не курит. «Везёт же некоторым, — говорит Виктор, — ничего им не надо». «Зато у вас всё есть», — тихо отвечает Сергей. «Что? — спрашивает Виктор, — да побыл бы ты в моей шкуре!» И тут происходит необъяснимое — они меняются телами. Виктор в теле Сергея набрасывается на Сергея в теле Виктора с требованием вернуть ему тело обратно, однако их разнимает охрана, а Сергея уводит подоспевшая любовница Виктора.
Сергей «знакомится» с женой и любовницей Виктора, находит его паспорт и билет в Сочи, куда вскоре и отправляется.
Виктор тем временем узнаёт, где живёт Сергей. Он пытается объяснить его жене, что он — не её муж, однако та, естественно, не верит. В конце концов Виктор смиряется с этим и решает попробовать себя в роли отца семейства.
Сергей в Сочи попадает в ряд криминальных переделок, а затем случайно встречается с Михаилом Борисовичем, «Бывшим» (в основу его образа положены бывшие президенты Горбачёв и Ельцин). Они разговариваются и обнаруживают, что завидуют друг другу, и опять Сергей переходит в чужое тело. Пока Михаил Борисович пытается объяснить милиции и врачам, кто он такой, уже не столь обескураженный Сергей решает воспользоваться шансом и отправляется в Москву вершить государственные дела.
В Москве он едет в Кремль и добивается встречи с Президентом. Он яростно возмущается государственными делами в разговоре с помощником президента, и тут даёт о себе знать пошатнувшееся здоровье: у него случается сердечный приступ. Однако это не останавливает его: он выдвигает свою кандидатуру в президенты.
Самого Михаила Борисовича тем временем заключили в изолятор, предоставив ему на всякий случай VIP-камеру. Там он от нечего делать увлекается художественной литературой: читает «Таинственный остров» Жюля Верна, «Незнайку» Николая Носова и Вальтера Скотта.
Сергея готовы поддержать уже 70 % избирателей, когда здоровье вновь подводит его, и на этот раз серьёзно. Находясь при смерти, он пытается перейти в тело племянника Михаила Борисовича, но неудачно. Тогда он поручает ему найти Виктора Запальцева. Того доставляют Сергею, он предлагает Михаилу Борисовичу обратно поменяться телами, однако «Бывший» не соглашается снова становиться больным и старым. К тому же в тюрьме он понял, что на свете существует «много простых радостей», например, читать книги. Между ними начинается драка, во время которой они снова меняются телами. Вернувшись в тело Виктора, Сергей уходит через чёрный ход.
Чтобы добраться до Москвы, он выходит на дорогу и ловит машину. Его подбирает огромный лимузин известного певца Ангела. Поп-идол рассказывает Сергею о своей нелёгкой жизни, как продюсер Борзевский ограничивает его свободу ради шоу-бизнеса: «Вот вы, наверное, мне завидуете, а завидовать нечему. У вас наверняка хорошая работа, жена, семья, а у меня ничего этого нет…» 
На протяжении повествования Борзевский несколько раз штрафует по 1000 долларов, за то, что тот сказал лишнее. В конце концов Борзевский решает высадить Сергея. Ангел сопротивляется этому: он решил подружиться с Сергеем и говорит ему: «Вы не представляете, как бы я сейчас хотел оказаться на вашем месте!» Сергей пытается отговорить его, но напрасно: они меняются телами.
Ангел, оставшись на дороге, проклинает Борзевского, затем ловит машину с женщиной за рулём. Ещё не поняв, что попал в чужое тело, Ангел представляется ей, как известный певец, та хоть и не поверила до конца, но предложила ему поехать к ней в гости.
Сергей тем временем вместе с Борзевским и Ленхен прибывает в загородный дом Ангела и знакомится с жизнью известного певца. Он узнаёт, что у Ангела серьёзные проблемы с мужским здоровьем, и приходит в отчаяние, понимая, что тот не захочет теперь меняться обратно. А Ангел, поняв, что он «уже не Ангел», тоже поначалу приходит в ужас и порывается ехать домой. Но, оказавшись в здоровом теле, он вскоре забывает об этом и заводит роман с женщиной, которая его подвезла.
Сергей разучивает песни и движения Ангела и выступает на дне рождения у богатой дамы. Во время выступления случился перебой с электричеством, но он выходит из положения — поёт под гитару песни собственного сочинения. Зрителям она понравилась, но не Борзевскому, и он снимает с него штраф в 3000 долл. Сергей, разозлившись, выгоняет его. Вместе с пиар-девицей Леной они пытаются продолжить концертную деятельность без Борзевского, но у того, как оказалось, есть двойник Ангела, и Сергею с Ленхен не верят. Тогда они решают раскручиваться по клубам, где Сергей выступает под собственным именем — Сергей Неделин — и с собственной песней.
Однажды в клуб, где он пел, пришли в качестве зрителей настоящий Ангел и его возлюбленная. Увидев на сцене себя, Ангел забывает обо всём и устремляется к Сергею. Они обмениваются телами, и Сергей направляется к выходу, когда его окликнула подруга Ангела. Сергей, только догадываясь о том, кем она может быть, сообщает ей, что ему «пора возвращаться в себя». Она говорит ему, что знала, что всё так закончится, однако даёт ему напоследок денег.
Сергей опять пытается добраться до Москвы, теперь на электричке. В ней он видит бомжа-алкоголика и невольно завидует ему, ведь ему для счастья надо только напиться. Он привлекает внимание бомжа, показав ему купюру, и переходит в его тело. Бомж Федя Фуфачёв, оказавшись в другом теле и при деньгах, не утруждая себя вопросом, откуда они взялись, идёт в киоск и покупает целую сумку пива. За ним следует Сергей и требует поменяться обратно, но Федя не понимает, о чём тот толкует. Федя ведёт Сергея к себе домой, предупредив, что его сожительнице Ленке это не понравится. Ситуация заканчивается скандалом и вызовом милиции. Федю увозят, и она остаётся с Сергеем. На следующее утро она сообщает ему, что умерла его мать. Сергей говорит, что это не его мать, но Лена отмахивается от его слов, как от похмельного бреда. Сергею приходится идти на похороны, где он узнаёт, что у Феди есть жена.
Сам Федя, увидев наконец себя в зеркало, понимает, что он в чужом теле и сбегает из милиции, отправившись искать Сергея. Вскоре он находит его у своей жены, и, вооружившись доской от забора, требует его вернуть тело обратно. Происходит очередной обмен.
Сергею удаётся наконец попасть в Москву. Он встречается с Виктором. Виктор сообщает Сергею, что у него нет никакого желания меняться: ему нравятся жена и дети, к тому же отец Сергея был мастером по дереву и передал знания Сергею, и Виктор, пользуясь «памятью рук», открыл мебельную мастерскую. Сергей пытается доказать жене, что он её муж. Но подоспевший Виктор сдает его в психушку. Но у него тоже есть «память рук». Воспользовавшись криминальными навыками Виктора, он открывает дверь в гардеробную, берёт одежду и, «вырубив» охранника, покидает психушку.
Встретив Виктора у гаражей, он провоцирует его на драку. Сергей рассчитывает, что произойдёт то же, что было с Михаилом Борисовичем, и оказывается прав: они меняются телами.
Таким образом, все вернулись «на свои места». Все участники этого приключения извлекли из него урок: Михаил Борисович продолжает читать книги, пренебрегая ради этого даже встречей с президентом, Ангел решает сделать операцию и поправить своё здоровье, Федя «взялся за ум», вернулся к жене и бросил пить, Виктор пытается помириться с женой и начать мирную семейную жизнь, а сам Сергей больше не завидует попусту и доволен своим местом в жизни.

## Участники

### Режиссёр, сценарист и продюсеры
- Режиссёр — Андрей Красавин;
- Сценарист — Алексей Слаповский; Екатерина Башкатова
- Продюсеры:
  - Иннокентий Малинкин;
  - Сергей Оганесян;
  - Дмитрий Сидоров;
  - Александр Сыров.

### В ролях
| Актёр                    | Роль                                                              |
| ------------------------ | ----------------------------------------------------------------- |
| Максим Лагашкин          | Сергей Николаевич Неделин (оказывается в теле Виктора Запальцева) |
| Владислав Галкин         | Виктор Запальцев (оказывается в теле Сергея Неделина)             |
| Владимир Меньшов         | Михаил Борисович (был в теле Виктора Запальцева)                  |
| Павел Деревянко          | певец Ангел (был в теле Виктора Запальцева)                       |
| Алексей Гуськов          | Фёдор Фуфачёв (был в теле Виктора Запальцева)                     |
| Виктория Толстоганова    | Елена (жена Неделина)                                             |
| Дарья Чаруша (Симоненко) | Елена (любовница Виктора)                                         |
| Екатерина Гусева         | Елена (мошенница в Сочи)                                          |
| Светлана Чуйкина         | Елена (незнакомка в Сочи)                                         |
| Екатерина Стулова        | Елена (пресс-секретарь и пиар-менеджер Ангела)                    |
| Евгения Дмитриева        | Елена (сожительница Фуфачёва)                                     |
| Елена Панова             | Елена (жена Фуфачёва)                                             |
| Ольга Ломоносова         | жена Виктора                                                      |
| Владимир Толоконников    | сосед Сускис                                                      |
| Александр Семчев         | бандит                                                            |
| Владимир Лаптев          | Врач Михаила Борисовича                                           |
| Сергей Щеглов            | помощник Михаила Борисовича                                       |
| Александр Робак          | продюсер Борзевский                                               |
| Екатерина Стриженова     | подруга Ангела                                                    |
| Всеволод Шиловский       | Константин Куролапов                                              |
| Елена Медведева          | Наталья                                                           |
| Ольга Прохватыло         | именинница                                                        |
| Игорь Ромащенко          | «Солидный»                                                        |
| Маргарита Арчибасова     | журналистка                                                       |
| Григорий Данцигер        | ведущий в клубе                                                   |
| Константин Садов         | сын Фуфачёвых                                                     |
| Михаил Садов             | сын Фуфачёвых                                                     |

### Съёмочная группа
- Режиссёр-постановщик — Андрей Красавин
- Оператор-постановщик — Геннадий Садеков;
- Художник-постановщик — Елена Елисеева-Сусекова;
- Композитор — Руслан Муратов;
- Звукорежиссёр — Алексей Самоделко.
- Второй режиссёр — Рада Польских
- Ассистент по актёрам — Людмила Улякина
- Ассистент режиссёра — Ирина Залыгина
- Второй оператор — Игорь Зинковский
- Ассистент оператора — Андрей Федин-Кругляков
- Колорист телекино — Иван Масленников
- Бригадир осветителей — Алексей Стержантов
- Художник по костюмам — Виктория Хлебникова
- Ассистент художника по костюмам — Ольга Шак
- Костюмер — Лилия Шеина
- Художник-гримёр — Майя Русланова
- Ассистент художника-гримёра — Татьяна Марьянова
- Звукооператор — Алексей Максимов
- Ассистенты звукооператора — Илья Палагашвили, Алексей Шумейкин
- Монтаж звука — Вячеслав Булгаков, Элла Френкель, Андрей Дурышев, Денис Быканов
- Видеомонтаж — студия «Про-синема продакшн» Владимир Шибалов
- Компьютерная графика — студия «Электрофильм»: Леонид Волосатов, Дамир Набиулин, Сергей Выгран